# منى عيسى القرق
منى عيسى القرق- هي سيدة أعمال إماراتية، وناشطة في مجال العمل الخيري. وهي تشغل منصب نائب رئيس مجلس الإدارة ومديرة التجزئة لمجموعة عيسى صالح القرق، وهي مجموعة شركات مقرها في دولة الإمارات العربية المتحدة. 
وقد تم تصنيفها ضمن أكثر 50 امرأة عربية تأثيرًا في الشرق الأوسط ، وذلك من قبل مجلة أرابيان بيزنس في عام 2021.   
وهي مؤسِّسة مؤسسة ميم.Meem 

## الخلفية والمهنة
منى القرق مواليد دبي. وهي ابنة السيد عيسى صالح القرق، رجل الأعمال والسفير السابق لدى المملكة المتحدة وجمهورية أيرلندا، ووالدتها السيدة ثريا كاظم.
حصلت مني القرق على درجة البكالوريوس في إدارة الأعمال من الجامعة الأمريكية في دبي، وحصلت كذلك على درجة الماجستير التنفيذي في إدارة الأعمال من كلية لندن للأعمال. 
وفي عام 2001م، انضمت منى القرق إلى شركة عائلتها، مجموعة عيسى صالح القرق، وهي مجموعة شركات مقرها الإمارات العربية المتحدة ، وذلك بوصفها مديرة للتسويق والاتصالات. عملت مني بعناية مع والدها ومؤسس الشركة عيسى صالح القرق وأختها الكبرى رجاء القرق التي تشغل منصب المدير الإداري للشركة.   ومنذ عام 2009م، كانت منى عضوًا في مجلس إدارة الشركة ومديرًا لتجارة التجزئة، ومسؤولة عن استراتيجية وتطوير العمليات الخاصة بالعلامات التجارية الدولية والمحلية لتجارة التجزئة التابعة للمجموعة.
في يوليو 2020م، انضمت منى القرق إلى مجلس إدارة بنك HSBC الشرق الأوسط المحدود . 
وفي عام 2022م، تم تعيين منى القرق نائباً لرئيس مجلس إدارة مجموعة عيسى صالح القرق.

## الأعمال الخيرية
منى القرق هي المؤسسة لمؤسسة ميم، وهي مؤسسة خيرية ممولة ذاتيًا تم إطلاقها في عام 2024م، نت أجل معالجة التحديات التي تواجهها النساء والفتيات في منطقة الشرق الأوسط وشمال إفريقيا، من أجل التمكين الاقتصادي والرعاية الصحية. 
وفي عام 2021م، قامت منى القرق بالتبرع بمبلغ مليون درهم إماراتي لوحدة العناية المركزة للأطفال حديثي الولادة في مدينة جنين الفلسطينية بالضفة الغربية. 
في عام 2015م، تم اطلاق منحة منى القرق في كلية لندن للأعمال ، وذلك من أجل دعم الطالبات اللاتي يدرسن في برنامج ماجستير إدارة الأعمال وماجستير إدارة الأعمال التنفيذي في الكلية. 
شغلت منى القرق عضوية مجلس إدارة عدد من المنظمات غير الربحية، ومنها مثلاً مؤسسة الإمارات لتنمية الشباب ومؤسسة القيادات العربية الشابة في الإمارات العربية المتحدة . وفي مؤسسة عيسى صالح القرق الخيرية، تتولى منى القرق مسؤولية المبادرات، بما في ذلك مبادرة دعم التعليم الأساسي للأطفال المحرومين في زنجبار.

## أنشطة أخرى
في عام 2010م، أصبحت منى القرق زميلاً في مبادرة القيادة في الشرق الأوسط التابعة لمعهد أسبنAspen Institute وعضواً في شبكة القيادة العالمية في أسبن. 

منى القرق قامت بالأستثمار في شركة كريم، والتي تعد أكبر شركة ناشئة في مجال التكنولوجيا في الشرق الأوسط،، والتي استحوذت عليها شركة أوبر في مارس 2019 مقابل 3.1 مليار دولار. 
كانت منى القرق عضوًا مؤسسًا في مجلس إدارة إندبفور الإمارات العربية المتحدة Endeavor UAE ، وهو فرع لمنظمة غير ربحية. 
في عام 2024م، قامت منى القرق بالاشتراك مع المخرجة نايلة الخاجة بإنتاج فيلم "ثلاثة"، وهو أول فيلم روائي طويل لمخرجة إماراتية، بطولة جيفرسون هول . 